# Jörn Mothes
Jörn Mothes (* 5. September 1962 in Stralsund) ist ein deutscher Theologe, ehemaliger DDR-Bürgerrechtler und Umweltschützer. Zwischen 1998 und 2008 war er mecklenburg-vorpommerischer Landesbeauftragter für die Unterlagen des Staatssicherheitsdienstes der ehemaligen DDR.

## Leben
1962 als Sohn des Arztes Winrich Mothes in Stralsund geboren, legte Jörn Mothes in Schwerin sein Abitur ab. Seit 1978 arbeitete er in der evangelischen Jugendarbeit in Schwerin und wirkte in mehreren Friedens- und Ökologiegruppen in Mecklenburg und Thüringen mit. Da ihm das Biologiestudium verwehrt wurde, absolvierte er zunächst eine Lehre zum Tischler. Zwischen 1983 und 1986 studierte er zunächst in Rostock, von 1986 bis 1989 in Jena Theologie. Dort wirkte er in Arbeitskreisen zu ökologischen und entwicklungspolitischen Themen mit. 1989 wurde er zum Vikar der Evangelisch-Lutherischen Landeskirche Mecklenburgs ernannt. Kurz vor der Wende ging er als Entwicklungshelfer nach Nicaragua.
Angesichts der politischen Entwicklungen kehrte er jedoch in die DDR zurück und trat 1989 dem Neuen Forum sowie dem Bürgerkomitee zur Auflösung der Staatssicherheit in Gera und Jena bei. Für die Opposition saß er mit am Runden Tisch der Volkskammer. 1990 wurde er auf Grund seiner Mitarbeit am Nationalparkprogramm der DDR zum ersten Leiter des Müritz-Nationalparkes ernannt. 1993 wechselte er zum Landesbeauftragten für die Stasiunterlagen nach Schwerin und wurde dessen Stellvertreter. 1998 übernahm er seinen Posten und war bis 2008 als Stasiunterlagen-Beauftragter in Mecklenburg-Vorpommern tätig. Eine Wiederwahl war nach Ablauf zweier Amtszeiten nicht möglich. Ab September 2008 war er Referatsleiter im Ministerium für Bildung, Wissenschaft und Kultur Mecklenburg-Vorpommern. Von dort wechselte er in die Staatskanzlei unter Manuela Schwesig, wo er sich um Zukunftsfragen kümmerte. 
Die Fraktionen von SPD und CDU im Brandenburgischen Landtag haben 2009 erwogen, Mothes zum ersten brandenburgischen Landesbeauftragte für die Stasi-Unterlagen zu wählen. Dies wurde dann jedoch Ulrike Poppe.
Seit November 2017 ist er als Nachfolger von Richard Schröder (ehrenamtlicher) Vorsitzender des Beirates beim Bundesbeauftragten für die Stasi-Unterlagen.
Seit 2022 ist Jörn Mothes neuer Leiter der Abteilung „Klimaschutz“ im Agrar- und Umweltministerium.
Jörn Mothes ist verheiratet und hat vier Kinder.

## Werke
- Jörn Mothes (Hg.): Beschädigte Seelen: DDR-Jugend und Staatssicherheit; Bremen 1996; ISBN 3-86108-235-7.
- Jörn Mothes, Anne Drescher, Georg Herbstritt (Hg.): „Recht muß doch Recht bleiben“: das Justizgebäude am Schweriner Demmlerplatz in sechs Epochen deutscher Geschichte; Schwerin 1999; ISBN 3-933255-09-0.
- Jörn Mothes, Stiftung Aufarbeitung (Hg.): Kriegsende. Freiheit gewonnen, Freiheit verloren, 9. Bundeskongress der Landesbeauftragten für die Stasi-Unterlagen und der Stiftung zur Aufarbeitung der SED-Diktatur mit den Verfolgtenverbänden und Aufarbeitungsinitiativen, 2005.